# 米田直嗣
米田 直嗣（よねだ なおつぐ、1977年5月8日 - ）は、日本の男性声優。石川県出身。
以前は81プロデュース（ジュニア）、ケンユウオフィス（預かり）に所属していた。

## 出演作品

### テレビアニメ
2001年
- 鋼鉄天使くるみ2式（観客）
- ノワール（構成員C）
- パラッパラッパー（おじさん）

2002年
- 東京アンダーグラウンド（陰兵、村人）

2003年
- 一騎当千（文醜〈初代〉）
- おもいっきり科学アドベンチャー そーなんだ!（農夫）

2004年
- モンキーターン（スタッフ）

### 劇場アニメ
2004年
- 新暗行御史

### ゲーム
2003年
- ファイナルファンタジーX-2

2004年
- 幕末恋華 新選組（島田魁）※PS2
- プリンセスメーカー2　※PS2
- プリンセスメーカー2　リファイン版　※PC

2005年
- 真・爆走デコトラ伝説　～天下統一頂上決戦～
- 北斗の拳 (対戦型格闘ゲーム)（スペード）

2007年
- 幕末恋華・花柳剣士伝（島田魁）
- 北斗の拳 〜審判の双蒼星 拳豪列伝〜（スペード）※PS2

2008年
- 幕末恋華・新選組 DS（島田魁）※ニンテンドーDS

### ドラマCD
- スターオーシャン セカンドストーリー2（ザンド、カルナス副官）
- 合鍵（村上部長）
- 影の館1 ―光の書―（創造主）
- 極・艶 GOKU・EN（沼田）
- 凍る灼熱（重役1）
- 熱砂の王（侍従）
- ドロシーの指輪（債権者）
- ホーム・スウィート・ホーム（ホテルの男）

### 吹き替え

#### ドラマ
- エンジェル (テレビドラマ)
- ザ・プラクティス ボストン弁護士ファイル
- サブリナ (テレビドラマ) 第6シーズン（電話の声）
- スターゲイト SG-1
- スタートレック:ヴォイジャー
- バフィー 〜恋する十字架〜
- パワーレンジャー・ロスト・ギャラクシー（スケルクロン〈ダグ・ストーン〉）
- マルコム in the Middle
- メントーズ（先生）

#### 映画
- クリミナル・ファイル/恐喝
- 氷の海に眠りたい
- コラテラル・ダメージ（ジュニア〈レイモンド・クルス〉）※VHS・DVD版
- パペット・マスター
- ぼくが天使になった日

#### アニメ
- ジンジャーの青春日記
- 装甲救助部隊レストル（ヘリコプターのパイロット）
- ダグ (アニメ)（ゲイリー）
- エル・ドラド 黄金の都